# Euphorbia balsamifera
Euphorbia balsamifera és una espècie suculenta d'arbust de la família de les Euforbiàcies. Es considera, segons una llei del Govern de Canàries, el símbol natural de l'illa de Lanzarote, conjuntament amb el cranc Munidopsis polymorpha.

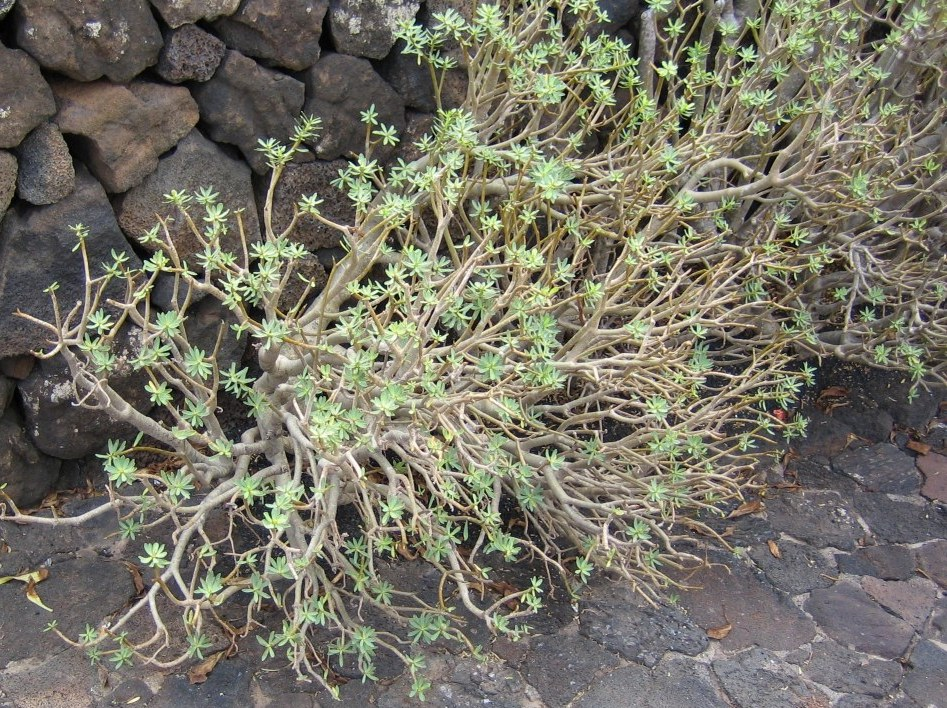
Euphorbia balsamifera a l'illa de Lanzarote

## Descripció
És un arbust perenne, d'1 a 3 metres d'alçada, amb la tija reptant en estar exposada al vent, molt ramificada i engruixida i amb les fulles agrupades a la part final de les branques. Es diferencia de la resta d'èspècies del gènere per tenir la inflorescència amb una sola flor terminal.

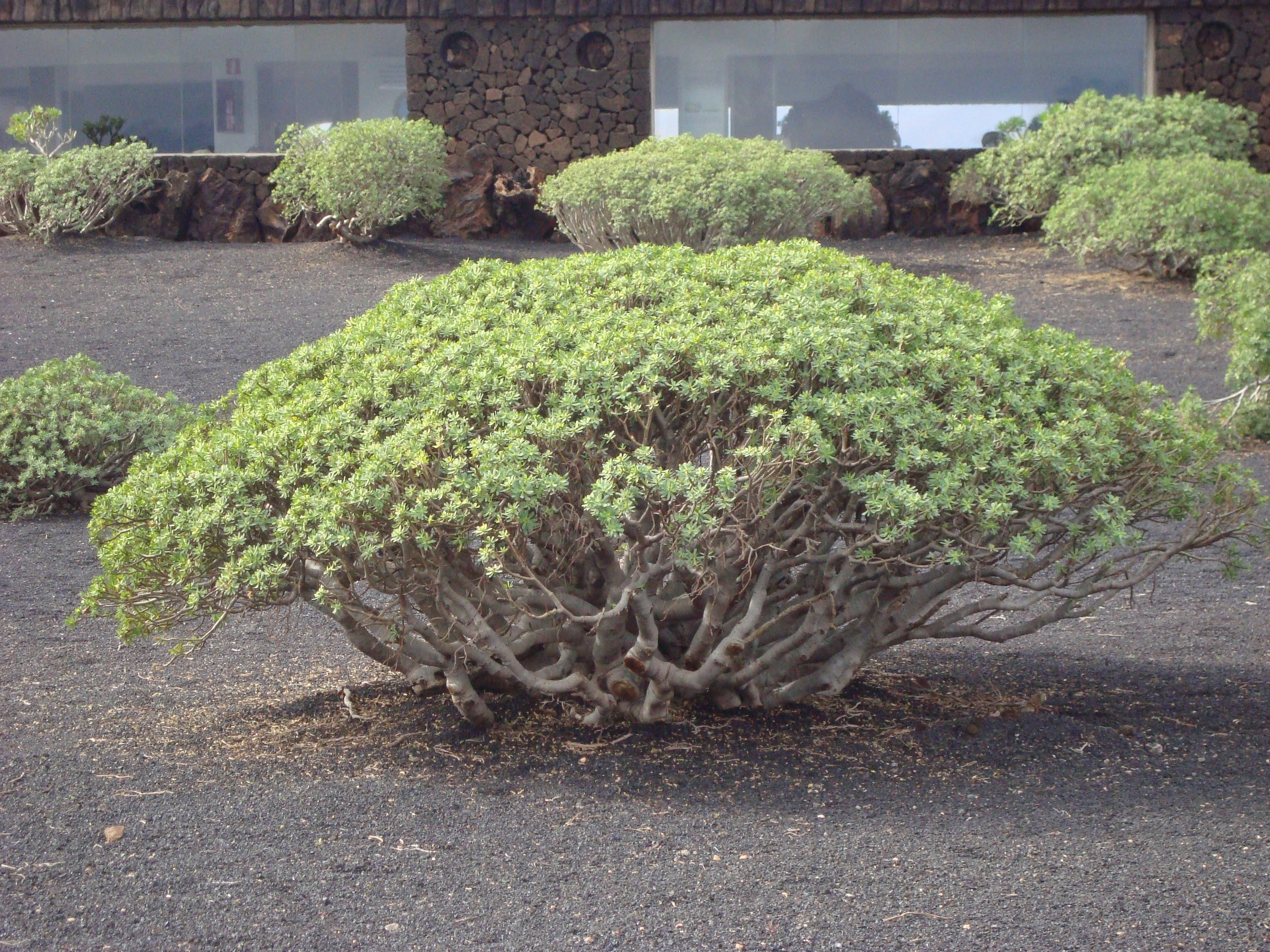
Vista de la planta

A l'estiu perd les fulles i deixa al descobert un tronc pelat amb aspecte de tronc mort. En realitat però, no és mort sinó que es tracta d'un caducifoli d'estiu. La sequedat i les altes temperatures fan que aquesta planta, per tal d'evitar al màxim la pèrdua d'aigua mitjançant les seves fulles, opti per perdre-les, malgrat que això signifiqui deixar de fer el procés de fotosíntesi i entrar en fase de repòs.

## Hàbitat i distribució
Es troba a les zones més baixes i seques a les Illes Canàries, i forma una comunitat vegetal anomenada cardonal-tabaibal, juntament amb altres espècies característiques com, per exemple, l'Euphorbia canariensis.
És endèmica de les Illes Canàries, nord d'Àfrica i la Península Aràbiga, tres zones molt separades entre elles. Hi ha dues hipòtesi que expliquen aquesta distribució: la teoria de l'especiació vicariant, que diu que durant el terciari l'espècie d'estudi ocupava una gran extensió que englobava les zones que ocupa actualment, i que per causes geològiques i climatològiques, va desaparèixer excepte a les regions on ara s'hi troba, per tenir unes característiques climàtiques especials i poder sobreviure-hi. L'altra teoria és la de la dispersió, és a dir, les espècies han recorregut llargues extensions camins i s'han assentat en zones llunyanes entre elles.

## Usos
El làtex de les eufòrbies, un líquid blanc, espès i enganxós, conté fins a un 30 per cent d'hidroterpens, uns hidrocarburs de cadena llarga que poden processar-se per obtenir benzina. Per això, han estat motiu d'investigació per ser usades com a substitut del petroli. Aquest làtex acostuma a ser tòxic i provoca irritacions, però el d'aquesta espècie n'és una excepció. Ha estat usada pels guanxes com a xiclet i per a rentar-se les dents, i en medicina s'usava per tractar malalties de la pell com els ulls de poll, les berrugues i els tumors. Aquesta espècie també s'ha usat com a combustible, juntament amb altres espècies llenyoses, per fer funcionar forns amb els quals s'obtenia cal, guix i productes de terrisseria. També era usada com a farratge per a les cabres i els camells.
Les fulles antigament eren menjades pels pastors i les seves famílies a Oman al començament del monsó, ja que en aquest moment hi hauria molt poc per menjar d'una altra manera. Les fulles també es van reunir i cuinar com a verdura verda a les Illes Canàries.

## Taxonomia
Euphorbia balsamifera va ser descrita per William Aiton i publicada a Hortus Kewensis; or, a Catalogue of the Plants Cultivated in the Royal Botanic Garden at Kew. London 2: 137. 1789.

### Etimologia
- Euphorbia: nom genèric que deriva del metge grec del rei Juba II de Mauritània (52 a 50 aC - 23), Euphorbus, en el seu honor – o fent al·lusió al seu gran ventre – ja que usava mèdicament Euphorbia resinifera. El 1753 Linné va assignar el nom a tot el gènere.[4]
- balsamifera: epítet que procedeix del llatí balsamum, que significa "bàlsam" i fer, que significa "tenir o portar", fent al·lusió a una suposada producció de bàlsam.

#### Varietats
- Euphorbia balsamifera ssp. adenensis
- Euphorbia balsamifera ssp. balsamifera

#### Sinonímia
- Tithymalus balsamifer (Aiton) Haw.[5]

subsp. adenensis
- Tithymalus adenensis (Deflers) Soják
- Euphorbia adenensis Deflers[6]

subsp. balsamifera
- Euphorbia balsamifera var. rogeri
- Euphorbia balsamifera subsp. rogeri
- Euphorbia capazii Caball.
- Euphorbia balsamifera subsp. sepium
- Euphorbia sepium N.E.Br.
- Euphorbia rogeri N.E.Br.[7]